# 浙江省平湖中学
浙江省平湖中学是平湖市属重点中学，浙江省一级重点中学。

## 历史沿革
- 1939年，学校创始，初名“平湖县立战时初中学生补习学校”，在风风雨雨的六十多年里，曾易名为“平湖县立初级中学”、“平湖县第一中学”等。
- 1956年，始办高中，成为完全中学，并定名为“浙江省平湖中学”。
- 1961年，平湖中学、平湖二中两校合并。
- 1962年，被确定为嘉兴地区重点中学。
- 1980年，确定为浙江省重点中学。
- 1988年，停招初中成为一所高级中学。
- 1995年，与杭州大学（现名浙江大学）联合办学，同时挂牌为杭州大学外国语学院实验中学。
- 1996年，被批准为省一级重点中学，同年被评为省文明单位。
- 1999年，被确定为浙江省第一批现代教育技术实验学校。
- 2001年，取得外国专家局颁发的聘请外国文教专家资格单位。